# Benoit (cràter)
Benoit és un cràter d'impacte de 40 km de diàmetre de Mercuri. Porta el nom de l'artista haitià Rigaud Benoit (1911-1987), i el seu nom va ser aprovat per la Unió Astronòmica Internacional el 2009.
El seu sòl és bastant inusual, amb dos monticles que s'han suggerit que poden ser una evidència d'una activitat volcànica intrusiva en Mercuri.